# Nancy Juvonen
Nancy Juvonen est une productrice de cinéma américaine née le 18 mai 1967. Elle est principalement connue pour sa collaboration dans la production de films avec l'actrice Drew Barrymore.

## Biographie
D'origine finlandaise, elle est née et a vécu dans le Comté de Marin, en Californie, puis a vécu dans le Connecticut. Après avoir étudié à l'Université de Californie du Sud, elle s'installe à San Francisco où elle a aidé à mettre en place une société pour Clarence Clemons. Grâce à son frère Jim, qui travaillait sur le plateau De l'amour à la folie, elle rencontre Drew Barrymore en 1995, dont elle devient l'amie.
Les deux femmes créent la société de production Flower Films, en 1999, qui produit entre autres Donnie Darko, Charlie et ses drôles de dames et sa suite Amour et amnésie, Ce que pensent les hommes et Bliss.
Nancy Juvonen épouse l'humoriste, acteur, producteur et animateur de télévision américain, Jimmy Fallon en décembre 2007.

## Filmographie
- 1999 : Collège Attitude (Never Been Kissed)
- 2000 : Charlie et ses drôles de dames (Charlie's Angels)
- 2001 : Donnie Darko
- 2003 : Charlie's Angels : Les Anges se déchaînent ! (Charlie's Angels : Full Throttle)
- 2003 : Un duplex pour trois (Duplex)
- 2004 : Amour et amnésie (50 First Dates)
- 2005 : Terrain d'entente (Fever Pitch)
- 2007 : Le Come-Back (Music and Lyrics)
- 2009 : Ce que pensent les hommes (He's Just Not That Into You)
- 2009 : Bliss (Whip It)
- 2019 : Charlie's Angels